# 八木莉可子
八木 莉可子（やぎ りかこ、2001年〈平成13年〉7月7日 - ）は、日本のファッションモデル、女優。滋賀県出身。近江兄弟社高等学校、明治学院大学社会学部卒。エイジアクロス所属。

## 略歴
2015年、エイジアクロスが初めて開催した大規模なモデルオーディション「#THE NEXT ASIACROSS MODEL AUDITION 2015」で応募者7851人のなかからグランプリに選ばれた。ViVi賞、パナソニック賞も同時に受賞した。
水原希子の妹分としてモデルデビューした。
2016年4月14日、「新人女優の登竜門」として知られるポカリスエット（大塚製薬）ブランドキャラクターへの抜擢が発表される。同年7月期日本テレビ系土曜ドラマ『時をかける少女』でテレビドラマ初出演し、女優デビュー。同年7月、雑誌『Seventeen』（集英社）8月号でミスセブンティーン最終選考に選ばれ、同年8月に「ミスセブンティーン2016」に選ばれてセブンティーンの専属モデルとなった。
2017年5月24日、FODにて配信されたオムニバスドラマ『&美少女 NEXT GIRL meets Tokyo』で第7話にて主演を務め、ドラマ初主演。
2021年3月、Seventeenの専属モデルを卒業した。同年11月9日、NHK大津放送局開局80周年記念ドラマ『キャンパスで会おう!』で地上波ドラマ初主演。同年11月26日、映画『スパゲティコード・ラブ』で映画初出演。
2022年5月27日、17歳から20歳までの3年半を撮影したファースト写真集『pitter-patter（ピターパター）』を、3,000部限定の特装版として発売した。同年6月9日には発売トークイベントが開催され、同年7月1日からは未収録作品も含む写真展を開催した。同年8月21日、第61作『鎌倉殿の13人』でNHK大河ドラマ初出演。同年11月24日、Netflixオリジナルドラマ『First Love 初恋』でヒロインの若き頃を演じ、注目を集める。
2023年2月8日、連続テレビ小説『舞いあがれ!』でNHK朝ドラ初出演。同年8月26日には『舞いあがれ!』で演じた秋月史子を主人公にしたスピンオフドラマ『歌をなくした夏』がNHK-FMでラジオドラマとして放送され、主演を務めた。
2024年1月、クリスチャン・ディオールの「ディオール ジャパン アンバサダー」に就任した。同年4月9日、自身のInstagramを更新し、大学を卒業したことを報告した。同年4月12日からサンシャイン劇場で上演されたニッポン放送開局70周年記念公演『鴨川ホルモー、ワンスモア』で舞台初出演。同年10月期日本テレビ系土ドラ10『潜入兄妹 特殊詐欺特命捜査官』で竜星涼とダブル主演を務め、ゴールデンプライムタイムの連続ドラマ初主演。

## 人物
- 2020年に大学進学を機に上京するまでは地元の滋賀県で過ごし、芸能活動と学業を両立させていた[28]。小学生の6年間で新体操を習い[29]、中学校では生徒会長を務めて、高校では書道部で活動した[30]。
- 2024年に大学の卒業論文を書き上げたことを公表した。テーマは「スパイダーマンから見た現代社会」[31]。

- 特技である書道は八段の腕前[32]。
- 趣味は読書、音楽を聴いて歌詞をノートに写すこと[8]。

## 出演
主演のものは太字で表示

### 映画
- スパゲティコード・ラブ（2021年11月26日、ハピネットファントム・スタジオ） - 黒須凛 役[13][33]
- HOMESTAY（2022年2月11日、Amazon Prime Video） - ヒロイン・高坂美月 役（山田杏奈とダブルヒロイン）[34]
- おそ松さん（2022年3月25日、東宝） - ハル 役[35]
- 映画 イチケイのカラス（2023年1月13日、東宝） - 相良恵 役[36][37]
- 劇場版ドクターX FINAL（2024年12月6日、東宝） - 大門未知子（医学生時代） 役[38]
- パリピ孔明 THE MOVIE（2025年4月25日、松竹） - 久遠七海 役[39]
- 富士山と、コーヒーと、しあわせの数式（2025年10月24日公開予定、ギャガ） - 大石紗季 役[40]
- WIND BREAKER / ウィンドブレイカー（2025年12月5日公開予定、ワーナー・ブラザース映画） - 橘ことは 役[41]

### テレビドラマ
- 時をかける少女（2016年7月9日 - 8月6日、日本テレビ） - 大西敦美 役[9]
- &美少女 NEXT GIRL meets Tokyo 第7話（2017年6月8日、フジテレビ / 11月22日、BSフジ） - 主演・勘崎莉子 役
- 僕たちがやりました（2017年7月18日 - 9月19日、関西テレビ・フジテレビ） - 増渕ハル 役[42]
- チア☆ダン（2018年7月13日 - 9月14日、TBS） - 柳沢有紀 役[43]
- アノニマス〜警視庁“指殺人”対策室〜 第1話（2021年1月25日、テレビ東京） - 真田梢 役[44]
- ワンモア（2021年4月5日 - 5月18日、名古屋テレビ） - 山崎志保 役[45]
- キャンパスで会おう!（2021年11月19日[注 1]、NHK大津） - 主演・石山南海 役[46][47]
- 大河ドラマ 鎌倉殿の13人（2022年8月21日・9月11日・12月16日、NHK総合） - きく 役[20]
- 24時間テレビドラマスペシャル「無言館」（2022年8月27日、日本テレビ） - 雪江 役[48]
- クロサギ 第2話（2022年10月28日、TBS） - 江本美知留 役[49]
- 連続テレビ小説 舞いあがれ!（2023年2月8日 - 17日、NHK総合） - 秋月史子 役[22]
- おとなりに銀河（2023年4月3日 - 5月25日、NHK総合） - ヒロイン・五色しおり 役[50]
- パリピ孔明 第5話 - 最終話（2023年10月25日 - 11月29日、フジテレビ） - 久遠七海 役[51][52]
- GTOリバイバル（2024年4月1日、関西テレビ・フジテレビ） - 市川すずか 役[53]
- 潜入兄妹 特殊詐欺特命捜査官（2024年10月5日 - 12月14日、日本テレビ） - 主演・渡良瀬優貴 役（竜星涼とのダブル主演）[27]
- 終幕のロンド -もう二度と、会えないあなたに-（2025年10月〈予定〉 - 、関西テレビ・フジテレビ） - 久米ゆず 役[54]

### ネット配信ドラマ
- &美少女 NEXT GIRL meets Tokyo 第7話（2017年5月24日、FOD） - 主演・勘崎莉子 役[11]
- First Love 初恋（2022年11月24日、Netflix） - 若き日の野口也英 役[21]
- パリピ関羽&張飛（2023年11月1日、FOD） - 主演・久遠七海 役（森崎ウィンとのダブル主演）[55]

### ラジオドラマ
- 特集オーディオドラマ 君を探す夏（2020年12月26日、NHK-FM） - 主演・麻里子 役（蒔田彩珠とのダブル主演）[56]
- FMシアター 歌をなくした夏[注 2]（2023年8月26日、NHK-FM） - 主演・秋月史子 役[23]

### テレビ番組
- Google Pixel presents ANOTHER SKY（2023年10月7日 - 2024年9月28日、日本テレビ） - MC[57][58][59]
- めざましテレビ（2025年5月7日・12日・26日、フジテレビ） - マンスリーエンタメプレゼンター[60]

### ドキュメンタリー
- ザ・ノンフィクション （フジテレビ）- ナレーション
  - 「居場所をさがして」～僕と家族とシェアハウス～（2024年3月3日）[61]
- ドキュメント72時間 「川崎 大衆食堂のダイアリー」（NHK総合、2025年4月4日） - 語り[62]

### ラジオ番組
- SCHOOL OF LOCK!「GIRLS LOCKS! supported by ポカリスエット」（2017年7月31日 - 8月3日、TOKYO FM）[63][64]

### CM
- 大塚製薬（2016年 - ）
  - ポカリスエット
    - 「エール」篇（2016年4月16日 - ）[7]
    - 「サンクス」篇（2016年7月9日 - ）[65]
    - 「踊る始業式」篇（2017年4月14日 - ）[66]
    - 「ぼくらの放課後」篇（2018年4月7日 - ）[67]

  - ポカリスエットゼリー
    - 「青い夢」篇（2016年4月16日 - ）[7]
- NHK-ACジャパン共同キャンペーン「フリする女の子」（2016年） - 欅坂46の平手友梨奈と共演[68]
- プロトコーポレーション「グーネット」（2017年）
  - 「まるごと。ダンス」編（2017年8月）[69]
- 資生堂 ANESSA（2019年4月 - ）[70]
- 兵庫県手延素麺協同組合 揖保乃糸（2019年4月 - ）[71]
- ファミリーマート
  - 創立40周年記念アンバサダー（2021年3月 - ） - 玉木宏、吉田鋼太郎と共演[72]
  - 「中までおいしいメロンパン」篇（2023年10月17日 - ）[73]
  - 「超濃厚 早口言葉」篇（2023年10月31日 - ）[74]
  - 「最高!プリンスイーツ」篇（2024年3月19日 - ）[75]
  - 「新クリスピーチキン」篇（2024年6月25日 - ） [76]
  - 「2024年 たぶん40%増量作戦」篇（2024年8月6日 - ）[77]
  - 「スイーツパン誕生」篇（2024年10月8日 - ） - 安食雄二と共演[78]
  - 「ファミマがチョコだらけ」篇（2024年10月29日 - ） - 吉田鋼太郎と共演[79]
  - 「ゴディバフラッペ」篇（2025年4月29日 - ）[80]
  - 「うまアロハ」篇（2025年7月15日 - ）[81]
- 日本生命 「みんなの手紙プロジェクト」篇（2021年5月11日 - ）[82]
- 美容皮膚科 ルシアクリニック（2022年）
  - 医療脱毛「シティ」篇、「リゾート」篇（2022年6月1日 - ）[83]
- NEXCO中日本 「移動の楽しさ」編（2022年8月11日 - ）[84]
- レバレシーズ レバテック 『あいてぃえんじにあ』篇（2023年5月17日 - ）[85]
- 揖保乃糸 「そうめん気分／長い話」（2023年7月 - ）[86]
- DROAS ブランドアンバサダー（2023年8月24日 - ）[87]
- 日本情報産業「愛する日常」篇（2023年10月1日 - ）[88][89]
- 高砂熱学工業「環境クリエイターズ篇」（2023年10月5日 - ）[90]
- ユニバーサルミュージック「#ぼくらの冬曲キャンペーン 出会い-冬の始まり-」篇（2024年12月2日 - ）[91]

### 舞台
- ニッポン放送開局70周年記念公演「鴨川ホルモー、ワンスモア」（2024年4月12日 - 29日、サンシャイン劇場 / 5月3日・4日、サンケイホールブリーゼ） - ヒロイン・早良京子 役[26]

### WEBムービー
- au「斬鉄のヒザ神」[92]

### ミュージックビデオ
- KIRINJI「薄明 feat. Maika Loubté」（2021年12月8日）[93]
- Uru 「そばにいるよ」（2022年11月4日）[94]
- 加山雄三 「海が男にしてくれた」（2022年11月30日）[95]

### 広告
- EDWIN（2016年） - ポスタービジュアル[32]
- ハルタ（2017年） - ハルタイメージガール 2017[96]
- 第55回「宣伝会議賞」（2017年、宣伝会議） - イメージキャラクター[97]
- 京都きもの友禅（2018年） - イメージモデル[98]

### 雑誌
- Seventeen（2016年10月号 - 2021年4月号、集英社） - 専属モデル

### CDジャケット
- 秦基博「Girl」（2017年）

### イベント
- 横浜ダンスパラダイス（2018年8月18日、ランドマークプラザ「サカタのタネ ガーデンスクエア」）[99]

## 書籍

### 写真集
- pitter-patter ピターパター（2022年5月27日、撮影：石田真澄、青幻舎）ISBN 978-4-86152-893-4 - 3000部・初回限定特装版[14]